# Вулиця Еммануїла Миська
Вулиця Еммануїла Миська — вулиця у Сихівському районі міста Львів, у місцевості Пасіки. Сполучає вулиці Січинського та Хлібну.

## Історія та назва
Вулиця виникла у першій половині XX століття. Від радянських часів й до 2022 року — вулиця Врубеля, названа так на честь російського художника-символіста Михайла Врубеля. Рішенням виконавчого комітету Львівської міської ради від 18 серпня 2022 року вулицю Михайла Врубеля перейменовано на вул. Еммануїла Миська, на пошану українського скульптора Еммануїла Миська.

## Забудова
Вулиця Еммануїла Миська забудована здебільшого одноповерховими конструктивістськими будинками 1930-х років та сучасними приватними садибами. Пам'ятки архітектури на вулиці Врубеля відсутні. 
Наприкінці 2015 року на вул. Еммануїла Миська, 15 введений в експлуатацію сучасний житловий комплекс економ-класу, що складається з двох житлових будинків на три та на десять поверхів відповідно. У 2019 році на вул. Еммануїла Миська, 42-А введений в експлуатацію багатоквартирний житловий будинок з вбудованими громадськими приміщеннями та підземним паркінгом.